# Schizocit

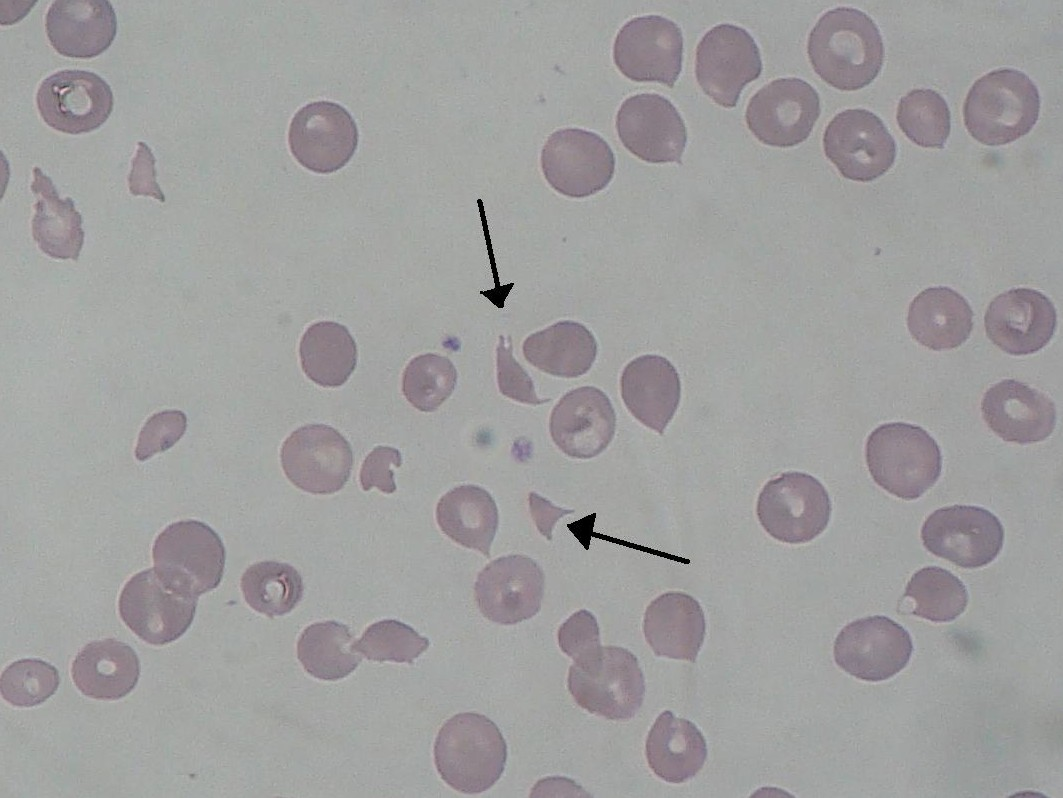
Frotiu de sânge periferic. Schizocite (săgeată) la un pacient cu sindrom hemolitic-uremic

Schizocitele (din greaca skhizein = a despărți + kytos = celulă) sunt fragmente de eritrocite cu diametrul de 2-4 μm, de formă rotundă sau neregulată, adesea în formă de jumătate de disc, cu două sau trei extremități ascuțite (în formă de triunghi, coif), fără formă biconcavă, multe din ele fiind hipocrome, rezultate fie prin hemoliză, fie ca urmare a rupturii globulului roșu din cauza unui obstacol mecanic. Durata de viață a schizocitelor este destul de scurtă, iar capacitatea lor funcțională este redusă. Se mai numesc fragmentocite, pentru a sublinia faptul că nu provin dintr-o serie celulară specială. 
Mecanismele de producere a schizocitelor sunt multiple. Unele sunt fragmente de eritrocite patologice (poichilocite, megalocite, eritrocite în țintă etc.), altele provin din eritrocitele normale, prin fragmentare mecanică. Schizocitele pot fi consecința fagocitării parțiale a eritrocitelor. 
Schizocitoza (prezența în sângele periferic a schizocitelor) este caracteristică pentru hemolizele traumatice sau microangiopatice, dar poate fi găsită și în anemia feriprivă, în anemii megaloblastice, în chimioterapia anticanceroasă. Schizocitoza este observată la pacienții cu proteză valvulară cardiacă, în valvulopatii severe, în anemii hemolitice microangiopatice (purpura trombotică trombocitopenică, sindromul hemolitic-uremic, coagularea intravasculară diseminată, vasculite, glomerulonefrite, rejetul de grefă renală), în toxemia gravidică, în cirozele hepatice, în cancerele viscerale, în arsuri severe, în hemoglobinuria de marș, în posttransplantul medular, în anemia megaloblastică, în anemia feriprivă severă, în unele angioame și talasemii etc.